# هورست هولس
هورست هولس (انگلیسی: Horst Hülß؛ زادهٔ ۳ سپتامبر ۱۹۳۸) بازیکن فوتبال اهل آلمان است.
از باشگاه‌هایی که در آن بازی کرده‌است می‌توان به باشگاه فوتبال ماینتس ۰۵ اشاره کرد.